# Björn Gunnlaugsson
Björn Gunnlaugsson (25. september 1788 på gården Tannstaðir i Húnavatns syssel – 17. marts 1876) var en islandsk matematiker og korttegner.

## Liv
Han var født i det nordlige Island på bondegården Tannstaðir i Húnavatns syssel af forældrene Gunnlaugur Magnússon og Ólöf Bjarnardóttir. Faderen havde anlæg for beregning og konstruktion, og lignende evner genfindes hos sønnen, om end i noget andet form.
Björn Gunnlaugsson, der dårlig passede til praktisk virksomhed og hele livet igennem udelukkende gik op i sin
videnskab, dimitteredes efter privat forberedelse 1808. De følgende år synes han på egen hånd at have fortsat sine matematiske studier, hjulpet ved forbindelsen med nogle ved kystopmålingen ansatte danske officerer.
1817 indskreves han ved Københavns Universitet, hvor han tog Anden Eksamen, men i øvrigt ofrede sig for matematikken og to gange vandt guldmedaljen for besvarelsen af den i dette fag udsatte prisopgave, hvorefter han kom til at arbejde ved gradmålingen under konferensråd Schumacher i Altona.
1822 ansattes han som adjunkt ved den lærde skole på Bessastaðir, fulgte 1846 med skolen til Reykjavik og blev overlærer 1851. 1862 erholdt han sin afsked. Han var to gange gift, 1. med Ragnheiður Bjarnadóttir (d. 1834), 2. med Guðlaug Aradóttir (d. 1873).

## Værk
Foruden nogle, væsentlig astronomiske og matematiske, småafhandlinger, til dels i skoleprogrammer — heriblandt 1834 om den af ham ved Islands kortlægning anvendte fremgangsmåde -, har Björn Gunnlaugsson skrevet en udførlig aritmetik (Tölvísi, 1865), hvoraf dog kun 1. hæfte er udkommet.
Endvidere er han forfatter til et større, teologisk-filosofisk digt: Njóla (dvs. Natten), der udkom 1842 og flere gange senere er udgivet. Forfatteren, der udgår fra en betragtning af stjernehimlen, giver med inddragning af astronomiens og fysikkens læresætninger, men som troende kristen og kun hist og her svagt rationaliserende, i jævne vers en fremstilling af gudsforholdet og verdensstyrelsen, således opfattede, at hans bog har kunnet tjene hans landsmænd til opbyggelig læsning.
Langt større betydning har dog Björn Gunnlaugsson ved sine fortjenester af det bekendte, 1844-49
udgivne islandskort (Uppdráttr Islands), der er udført efter hans i årene 1831-43 foretagne opmålinger. Vel havde Björn Gunnlaugsson under dette arbejde en meget væsentlig støtte i de omkring århundredets begyndelse for statens regning iværksatte opmålinger, hvorved hele Islands kyst var bleven nøjagtig aflagt og trigonometrisk beregnet; men et stort arbejde stod dog endnu tilbage, som krævede særlige forudsætninger for at kunne gjennemføres, nemlig aflægningen af hele det indre land med angivelse af de forskjellige egnes beskaffenhed, den administrative inddeling m. v. sommer efter sommer berejste Björn Gunnlaugsson en del af landet, indtil han til slutning havde besøgt alle landsdele, og anvendte vinteren til at aftegne, hvad han havde berejst om sommeren. Foretagendet var iværksat af det islandske litterære selskab, hvortil kom nogen støtte fra statskassen, men muliggjordes kun ved Björn Gunnlaugssons sjældne uegennyttighed og overordentlige fordringsløshed, hvorved rejseudgifterne formindskedes til lavmål. Arbejdet er særdeles omhyggelig gjort, om end selvfølgelig visse strøg, der er aflagte efter beskrivelse, trænge til berigtigelse, og med hensyn til praktisk brugbarhed indtager kortet, således som det, udgivet under oberst O.N. Olsens ledelse, fremtræder i koloreret kobberstik, ved sin overskuelighed og smukke udstyrelse en høj plads. Disse sidste fortrin udmærke især det større, på 4 plader fordelte Islandskort, ved siden af hvilket et mindre, med hele øen på én plade, foreligger.
Han blev Ridder af Dannebrog i 1846 og Ridder af Æreslegionen 1859.